# فرودگاه باردوفوس
فرودگاه باردوفوس (به انگلیسی: Bardufoss Airport) (به زبان بومی: Bardufoss lufthavn) یک فرودگاه همگانی و نظامی مسافربری با کد یاتا BDU است که یک باند فرود آسفالت دارد و طول باند آن ۲۴۴۳ متر است. این فرودگاه در کشور نروژ قرار دارد و در ارتفاع ۷۷ متری از سطح دریا واقع شده‌است.

## شرکت‌های هواپیمایی و مقصدهای پروازی

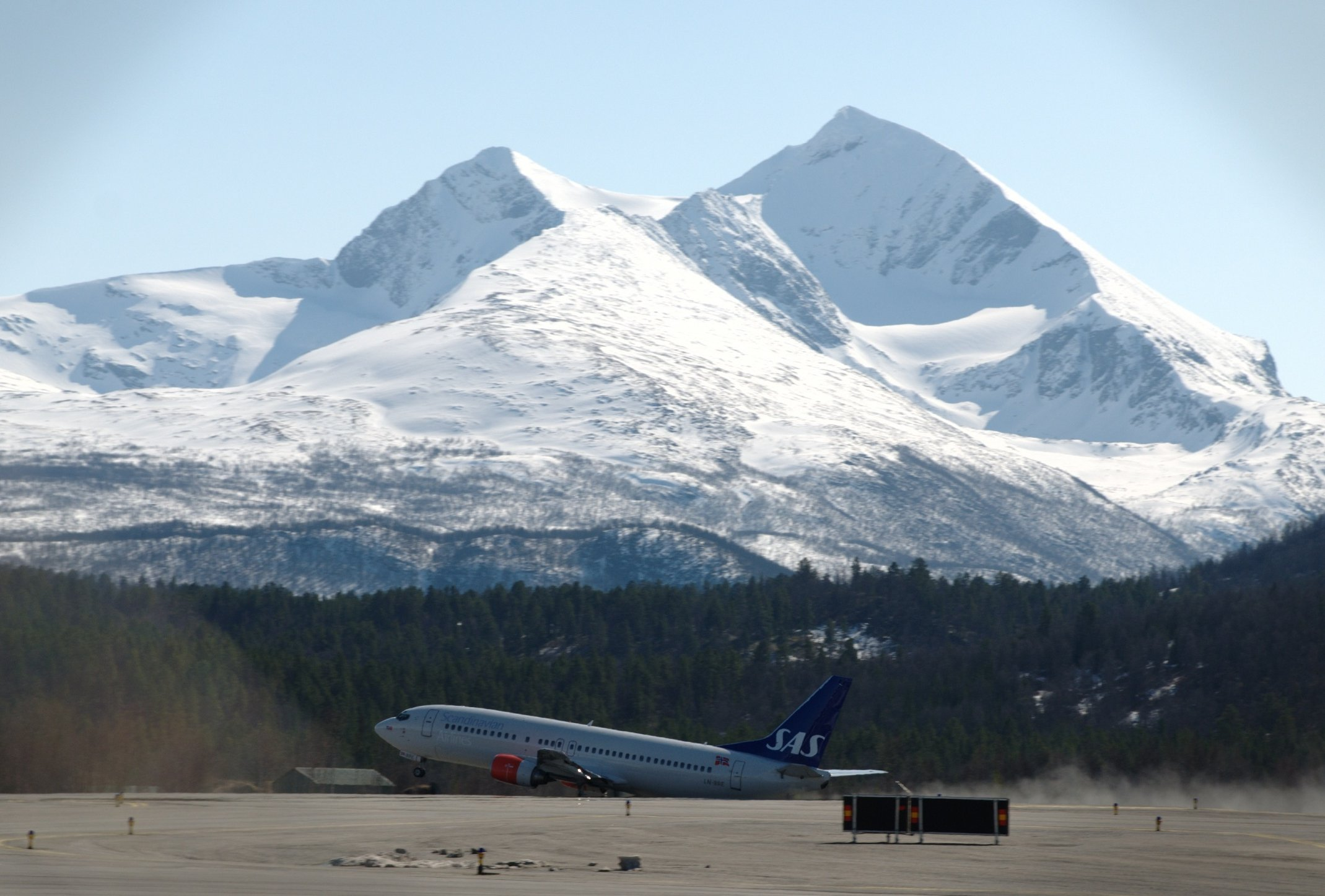
هواپیمایی اسکاندیناوی بوئینگ ۷۳۷ taking off from Bardufoss Airport

| شرکت‌های هواپیمایی | مقصدهای پروازی |
| ----------------- | -------------- |
| نروجین ایر شاتل   | گاردرموئن اسلو |
| ویدروئه           | بودو، ترومسا   |